# Palazzo in Via Pallonetto di Santa Chiara 15

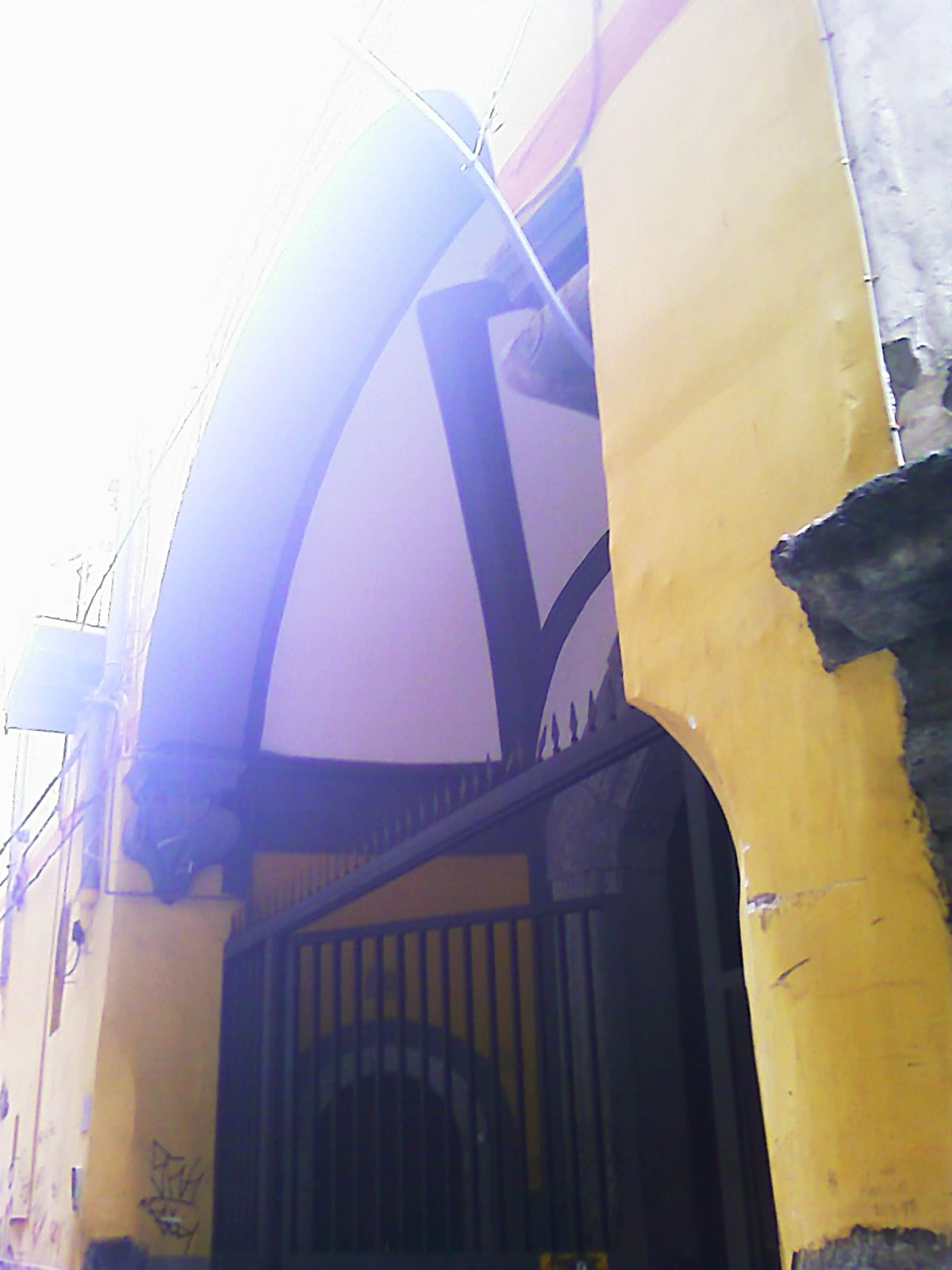
Palazzo in Via Pallonetto di Santa Chiara 15 in Neapel: Exedra

Der Palazzo in Via Pallonetto di Santa Chiara 15 ist ein Palast aus dem 16. Jahrhundert im Viertel San Giuseppe von Neapel in der italienischen Region Kampanien. Er liegt in der Via Pallonello di Santa Chiara, 15.

## Geschichte und Beschreibung
Im 18. Jahrhundert wurde der Palast vollständig umgebaut und im 20. Jahrhundert in ein Mietshaus verwandelt. Zu dieser Zeit wurde auch ein Aufzug eingebaut, wodurch der Eingangsbereich völlig verändert wurde.
Die sehr einfache Fassade ist durch eine Exedra gekennzeichnet, die als Zufahrt für Fuhrwerke und später Autos diente. Sie ist nach dem bevorzugten Stile von Ferdinando Sanfelice gestaltet. Von der Exedra aus gelangt man durch das mehreckige Eingangsportal, das von zwei Türen aus Piperno flankiert wird, in den Empfangsraum. Der Innenhof ist sehr klein.